# Фальбе-Хансен, Ида
Ида Фальбе-Хансен (дат. Ida Mariette Helene Falbe-Hansen, 19 февраля 1849 — 23 сентября 1922) — датская просветительница, филолог, активист женского движения.

## Биография
Ида Фальбе-Хансен родилась в 1849 г. в Оденсе. Её родителями были Йохан Йорген Хансен и Мариэтта Каролина Эрнестина Бассе.
В 1877 г. она поступила в Копенгагене школу Натали Сале (N. Zahles Skole). Закончив там обучающие курсы, она осталась в этой же школе до 1884 г. работать преподавательницей. После кратких курсов иностранного языка в Vældegaard Kvindeskole в Кентофте она отправилась в Лондон, где она училась в Британском музее. В 1889 г. Ида вернулась обратно в Данию и в N. Zahles Skole до 1899 г. преподавала шведский и датский языки. В 1890 г. она обучалась скандинавской филологии в Копенгагенском университете.
Ида обладала хорошими педагогическими навыками, поэтому в 1892—1911 гг. она была инспектором экзаменов учителей в государственных школах, а в 1910—1919 гг. — директором Den Danske Pigeskole («Датской школы для девочек»). В это время она также была членом экзаменационной комиссии по прикладным наукам, а также представителем министерства образования. Она также была хорошим учителем шведского языка, продвигала в Дании шведскую литературу и сама издавала учебники. Вместе с Элизабет Грундтвиг она переводила на датский язык книги шведской писательницы и лауреата Нобелевской премии Сельмы Лагерлёф.
Кроме преподавательской деятельности Ида активно участвовала в движении за женские права, будучи избранной в 1883—1886 гг. в правление Dansk Kvindesamfund («Датского женского сообщества») и в 1889—1896 гг. в правление Kvindelig Læseforening («Общества женского чтения»). В 1899 году она возглавила Kvinderådet. Как историк литературы, она опубликовала в этой области несколько работ, включая Den ny Eventyrbog («Новый сборник рассказов», 1873 г.) и («Старые датские народные песни», 1917 г.).
Заслуги Иды были высоко оценены: в 1914 г. её наградили датской золотой медалью «За заслуги», а в 1915 . — шведской золотой медалью Литературы и искусств.
Ида умерла в 1922 г. в Копенгагене, была похоронена на кладбище Frederiksberg Ældre Kirkegård.